# Dorothea S. Baltenstein
Dorothea S. Baltenstein ist das Sammelpseudonym der vier Schülerinnen Gregoria Palomo Suarez, Nadja Züfle, Tanja Kasten und Sandra Zemke, sowie deren damaligen Lehrer an der Gabriele-von-Bülow-Oberschule in Berlin, Michael Schmid.
Im Rahmen eines Unterrichtsprojektes, dem sogenannten Projekt Pegasus, entwickelten die Schüler gemeinsam mit ihrem Lehrer zwischen September 1995 und Mai 1998 das Manuskript für den gleichnamigen Roman. In Eigenregie wurden 125 aufwändig gearbeitete Exemplare des Buches produziert und bis auf wenige zurückgehaltene Exemplare verkauft. Das Buch kam so gut bei den Lesern an, dass auch eine größere Auflage hätte abgesetzt werden können.
Durch das positive Feedback wurde die Gruppe animiert, das Buch einem Verlag anzubieten. Dieses Vorhaben gestaltete sich jedoch anfangs weniger erfolgreich: Bevor letztlich der Eichborn Verlag Interesse an einer Veröffentlichung bekundete, musste das Team zunächst annähernd 60 Absagen hinnehmen.
Allerdings war eine Veröffentlichung unter anderem an die Bedingung geknüpft, dass das Buch nur unter einem Pseudonym, ohne Hinweis auf das Schülerprojekt veröffentlicht wird. Darüber hinaus mussten einige Umformulierungen vorgenommen und einige weniger wichtige Passagen gekürzt werden. Der zwischenzeitliche Arbeitstitel „Tod auf Schloß Borroughmore“ wurde verworfen und der Roman erschien letztlich unter dem Titel Vier Tage währt die Nacht.
Als Pseudonym wurde der Name „Dorothea S. Baltenstein“ gewählt und dazu eine fiktive Person kreiert. Dorothea Baltenstein sollte um die Jahrhundertwende zum 20. Jahrhundert gelebt und 1920, im Alter von 30 Jahren, mit Tabletten Selbstmord begangen haben. Ihr (einziges) Manuskript sei nie veröffentlicht worden und der Herausgeber Michael Schmid habe es zufällig auf einem Dachboden im alten Familiennachlass gefunden. Die Frau hat es freilich nie gegeben, jedoch ist ihre Geschichte der Familiengeschichte von Michael Schmid entlehnt.
Ein halbes Jahr nach Veröffentlichung kam die Zeitschrift Stern hinter das Geheimnis um Dorothea S. Baltenstein und enthüllte die Schülergeschichte.
Zwischenzeitlich ist der Roman auch als Taschenbuch bei rororo erschienen.